# Marian Kotleba (cestista)
Marian Kotleba (Bratislava, 2 gennaio 1952) è un ex cestista cecoslovacco.

## Carriera
Ha partecipato ai Campionati mondiali del 1978.

## Palmarès
- Campionato cecoslovacco: 2

Inter Bratislava: 1978-79, 1979-80